# Hemiteles collinus
Hemiteles collinus är en stekelart som beskrevs av Costa 1885. Hemiteles collinus ingår i släktet Hemiteles och familjen brokparasitsteklar. Inga underarter finns listade i Catalogue of Life.